# Walentyn Otamanowskyj

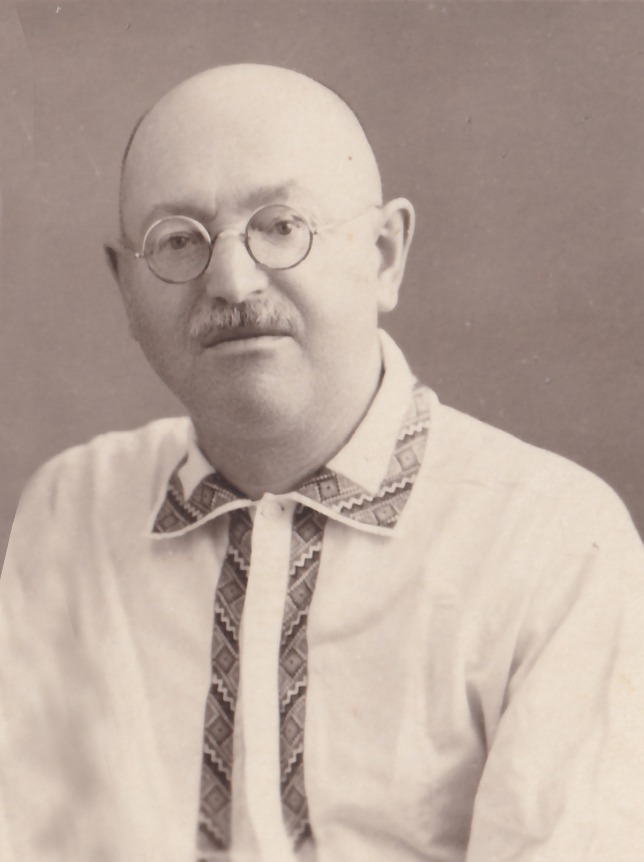
Walentyn Otamanowskyj, 1930

Walentyn Dmytrowytsch Otamanowskyj (ukrainisch Валентин Дмитрович Отамановський; * 26. Februar 1893 in Jabluniwka, Oblast Tscherkassy; † 10. März 1964 in Charkiw) war ein ukrainischer Historiker, Bibliograph, Abgeordneter der Ukrainischen Zentralrada, Teilnehmer der Schlacht bei Kruty.

## Leben und Wirken
Walentyn Otamanowskyj wurde am 26. Februar 1893 im Dorf Jabluniwka in der kinderreichen Familie des Buchhalters einer Zuckerfabrik der Grafen Bobrynskyj geboren. Ende der 1890er Jahre zog die Familie aufgrund finanzieller Schwierigkeiten nach Kiew. 1912 schloss Walentyn das Gymnasium mit einer Goldmedaille ab, was ihm ein kostenloses Studium an der juristischen Fakultät der Wolodymyr-Universität  ermöglichte.
Während des Ersten Weltkriegs gehörte er zu den Initiatoren der ukrainischen Befreiungsbewegung und gründete die Bruderschaft der Selbstständigkeitsbefürworter. Diese geheime Organisation verbreitete die Ideen des Ideologen der ukrainischen Unabhängigkeit, Mykola Michnowskyj, setzte auf antiimperialistische Prinzipien und orientierte sich in ihrem Programm an Westeuropa und nicht an Russland. 1916 gründete die Organisation den Verlag Wernyhora, in dem Bücher veröffentlicht wurden, die die ukrainische Staatlichkeit und die Orientierung der Nation an europäischen Werten förderten. In dieser Zeit begann Otamanowskyj, Werke von Klassikern ins Ukrainische zu übersetzen, darunter Märchen von W. Hauff und L. Bechstein sowie Werke von Daniel Defoe (Robinson Crusoe) und Rudyard Kipling  (Das Dschungelbuch).
Im März 1917 beteiligte sich Otamanowskyj aktiv an den revolutionären Prozessen. Auf seine Initiative hin wurde ein Stab der ukrainischen Miliz gegründet und es wurde mit der Aufstellung der ersten Kavalleriehundertschaft begonnen. Gemeinsam mit Michnowskyj war er einer der Organisatoren der Gesellschaft „Ukrainischer Militärklub namens Hetman Pawlo Polubotok“. Im April wurde Otamanowskyj vom Allukrainischen Nationalkongress in die Zentralrada gewählt. Im Januar 1918 nahm er als Junker der Ersten Ukrainischen Jugend-Militärschule namens Bohdan Chmelnyzkyj an der Schlacht bei Kruty teil. Nach der Niederlage im Ukrainischen Bürgerkrieg arbeitete er zwei Jahre lang in Wien. Otamanowskyj war an der Veröffentlichung der ersten physischen Karte der Ukraine von Stepan Rudnyzkyj beteiligt.
Im Jahr 1920 kehrte Otamanowskyj in die Ukraine zurück, ließ sich in Winnyzja nieder und begann mit der Erforschung der Geschichte Podoliens. Er gründete das Büreau zur Erforschung Podoliens und leitete die Filialabteilung zu Winnytzja der Nationalbibliothek der Ukraine an der Akademie der Wissenschaften. Unter seiner Leitung wurde erstmals in der Ukraine ein umfangreiches Zeitungsarchiv aufgebaut, wobei die Publikationen aus der Zeit der ukrainischen Unabhängigkeitskämpfe von besonderem Wert waren. Am 8. November 1927 eröffnete Otamanowskyj das Gedenkanwesen-Museum des ukrainischen Schriftstellers Mychajlo Kozjubynskyj. Er förderte den Erhalt von Erinnerungsstätten, die mit dem Leben und Wirken von Stepan Rudanskyj und Lessja Ukrajinka in Jalta verbunden waren.
Im August 1929 wurde der Wissenschaftler wegen seiner Korrespondenz mit Serhij Jefremow verhaftet und in einem sowjetischen Schauprozess gegen die Union für die Befreiung der Ukraine (SVU) zu fünf Jahren Lagerhaft und zwei Jahren Verbannung nach Tatarstan verurteilt. Nach seiner Freilassung durfte er nicht in die Ukraine zurückkehren und verdiente seinen Lebensunterhalt als Dozent für Fremdsprachen an medizinischen Hochschulen in Kasan, Taschkent, Krasnodar und Saratow. 1945 legte er extern die Prüfungen am Pädagogischen Institut in Krasnodar ab und erhielt das Diplom als Historiker. Zehn Jahre später verteidigte er an der Universität Leningrad seine Doktorarbeit über die mittelalterlichen Städte der rechtsufrigen Ukraine. Otamanowskyj beherrschte Latein, Englisch, Französisch, Deutsch und Polnisch. 1947 wurde er zum Lehrstuhlinhaber für Fremdsprachen am Krimser Medizinischen Institut in Simferopol gewählt. 1958 zog er nach Charkiw, wo er Latein am medizinischen Institut unterrichtete.
Walentyn Otamanowskyj starb am 10. März 1964 an einem Herzinfarkt. Zu Zeiten der Sowjetunion war sein Name aus der Geschichtsschreibung gestrichen.

## Werke (Auswahl)

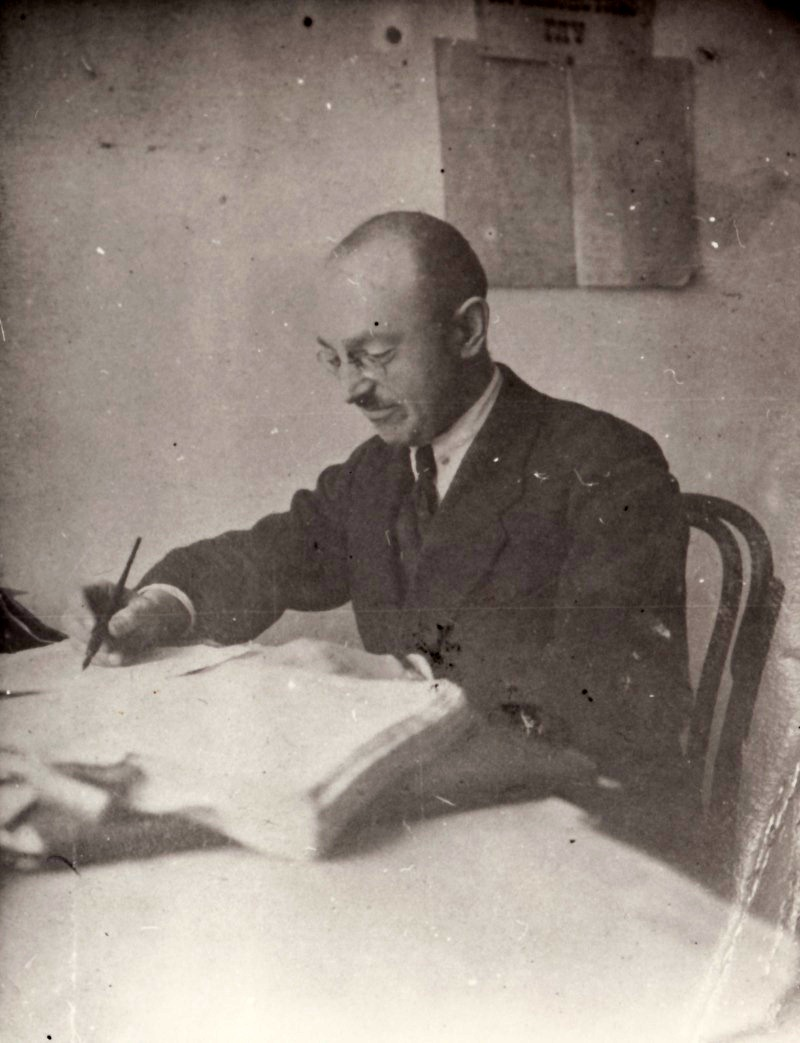
Walentyn Otamanowskyj, 1925

- Бібліографія краю (бібліографічний збірник). // Bibliografie der Region (Bibliografische Sammlung). Kiew, 1926
- Краєзнавство на Поділлі, найближчі його завдання та потреби й доля краєзнавчої праці Кабінета виучування Поділля. Gebietskunde in Podolien, seine näheren Ziele und Erfordernisse und die Anteilnahme daran des Büreau’s zur Erforschung Podoliens. Winnyzja, 1926
- Вінницька магдебургія в ХVI–ХVIII ст. // Die Magdeburger Stadtrechte von Winnyzja im 16.–18. Jahrhundert. Winnyzja, 1927
- Вінниця та її минуле: Вінниця, її околиці та Вінницька округа. // Winnyzja und seine Vergangenheit: Winnyzja, seine Umgebung und der Kreis Winnyzja. Winnyzja, 1927
- Борьба медицины с религией в Древней Руси. // Der Kampf der Medizin gegen die Religion im alten Russland. Moskau, 1964
- Вінниця: Історичний нарис. // Winnyzja: Eine historische Skizze. Winnyzja, 1964